# 上郡路街道
上郡路街道，是中华人民共和国陕西省榆林市榆阳区下辖的一个乡镇级行政单位。

## 行政区划
上郡路街道下辖以下地区：
凌霄塔社区、秦怀路社区、德静路社区、夏洲路社区、永康路社区、开光路社区和肤施路社区。